# Sarah Fyge Egerton

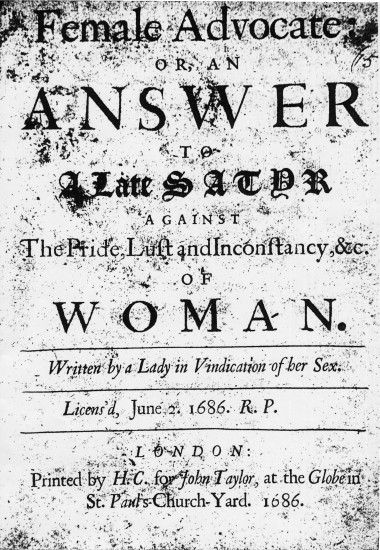
„The Female Advocate“ 1686

Sarah Fyge Egerton (* 1668 in London; † 13. Februar 1723) war eine englische Dichterin, die im späten 17. und frühen 18. Jahrhundert schrieb. In ihren Werken The Female Advocate und Poems on Several Occasions schrieb Egerton über Geschlecht, Freundschaft, Ehe, Religion, Bildung, Politik und andere Themen. Sie ist vor allem als temperamentvolle junge Frau bekannt, die auf eine misogyne Satire von Robert Gould mit einer Verteidigung der Frauen reagierte.

## Leben
Sarah Fyge wurde in London geboren, wo sie am 20. Dezember 1668 getauft wurde. Sie war die Tochter von Thomas Fyge († 1705) und seiner ersten Frau Rebecca Alcock († 1672). Ihre Mutter starb, als sie drei Jahre alt war, und sie wurde von der zweiten Frau ihres Vaters, Mary Beacham († 1704), aufgezogen. Fyge war nicht nur Apotheker in London, sondern stammte auch von der Familie Figge aus Winslow, Buckinghamshire, ab, von der er ein Stück Land geerbt hatte. Als Tochter eines landbesitzenden Apothekers hatte Egerton den Vorteil, in einem relativ wohlhabenden Umfeld zu leben. Aufgrund des Reichtums ihrer Familie und der Hinweise in ihren Werken scheint sie eine gewisse formelle oder informelle Bildung in Bereichen wie Mythologie, Philosophie und Geographie genossen zu haben. Als sie 14 Jahre alt war, schrieb Egerton ihr bekanntestes Werk, The Female Advocate (1686), ein Gedicht, das als Antwort auf Robert Goulds Love Given O'er: Or a Satyr on the Inconstancy of Woman, in dem Frauen beschuldigt werden, eine Quelle des Bösen zu sein. Nach der Veröffentlichung einer zweiten Auflage von The Female Advocate verbannte Thomas Fyge seine Tochter aus ihrem Londoner Haus, und sie zog zu Familienmitgliedern nach Winslow. Egerton erinnerte sich später an diese turbulente Zeit in ihrem Gedicht On my leaving London, das in ihrer Sammlung Poems on Several Occasions (1703) enthalten ist.
Sarah Fyge war zweimal verheiratet, zuerst mit dem Anwalt Edward Field in den späten 1680er oder frühen 1690er Jahren. Egerton zögerte, die Ehe einzugehen, und beschreibt ihre Bedenken in dem Gedicht On my wedding Day. Die Ehe war jedoch nur kurz und endete mit Fields Tod irgendwann vor 1700. Sie heiratete daraufhin ihren viel älteren Cousin zweiten Grades Thomas Egerton, einen verwitweten Geistlichen in Adstock, Buckinghamshire. Sowohl vor als auch während ihrer zweiten Ehe hegte Egerton Gefühle für Henry Pierce, einen Mitarbeiter ihres ersten Mannes. Sie schrieb ihm viele Briefe und spricht ihn in mehreren Gedichten als „Alexis“ an. Die Ehe der Egertons war für ihre offene Feindseligkeit bekannt, und 1703 reichten sie die Scheidung ein, die jedoch aus unbekannten Gründen nicht bewilligt wurde. Die Schriftstellerin Delarivier Manley und Egerton hatten einst ein freundschaftliches Verhältnis; Egertons Aussage gegen Manley in einem Prozess markierte jedoch den Beginn einer Periode der Feindseligkeit. 1709 kritisierte Manley Egerton und ihre zweite Ehe in The New Atalantis offen, unter anderem mit einer Szene mit einem heftigen Streit, bei dem Egerton eine Torte nach ihrem Mann warf. Manleys berüchtigte Kommentare über Egerton und ihre Ehe scheinen das Ende von Egertons öffentlichem Leben zu markieren. Abgesehen von der Inschrift ihres Namens auf dem Grabdenkmal ihres Mannes im Jahr 1720 und der Aufzeichnung ihres eigenen Todes am 13. Februar 1723 finden sich praktisch keine Hinweise auf sie.
In ihrem Testament aus dem Jahr 1721 (mit zwei ergänzenden Verfügungen aus dem Jahr 1722) bat Egerton darum, entweder in der Kirche von Winslow oder in der Westminster Abbey beigesetzt zu werden. Sie machte Vermächtnisse für die Armen von Winslow, Adstock und Shenley (Buckinghamshire), wo sie Eigentum besaß, das sie wahrscheinlich von ihrem ersten Mann geerbt hatte. Es gab zahlreiche Vermächtnisse an verschiedene Freunde und Verwandte, darunter ihre drei Schwestern. Sie legte auch Details fest: „Six Ladys to bear the Pall each to have 20s Ring enameld with white wrote within only remember Clarinda 1721.“ Der alleinige Testamentsvollstrecker und offenbar auch der Hauptbegünstigte war Thomas Aldridge.

## Werke
Wie viele andere Autorinnen des 17. und 18. Jahrhunderts teilte Egerton ihr Werk wahrscheinlich mit einem Kreis von Dichterinnen. In ihrer Widmung an den Earl of Halifax in Poems on Several Occasions (1703) schreibt sie: „Sie [ihre Gedichte] waren noch nie im Ausland und wurden nur von meinem eigenen Geschlecht gesehen, von denen einige mich mit Komplimenten bedacht haben.“ Zuweilen waren ihre Werke Teil von Gemeinschaftswerken wie The Nine Muses, einer elegischen Hommage an John Dryden. Am bekanntesten ist sie für ihr eigenes Werk The Female Advocate (1686), in dem sie sich gegen gesellschaftliche Bräuche wandte, die ihrer Meinung nach die weibliche Freiheit einschränkten. In der Widmung zu Poems on Several Occasions schrieb Egerton, dass die Liebe „das einzig richtige Thema“ für Frauen sei. Ihr bleibendes Vermächtnis sind jedoch ihre Werke, in denen sie sich für die Rechte der Frauen einsetzte.
The Female Advocate (1686) war eine trotzige Antwort auf Robert Goulds Love Given O're: Or, A Satyr Against the Pride, Lust and Inconstancy of Women (1682). Sie antwortet auf Goulds frauenfeindliche Bestrebungen, „alle ihre [der Frauen] verschiedenen Arten von Lastern zu entdecken, / Die Regeln, nach denen sie ruinieren und intrigieren, / Ihre Torheit, Falschheit, Luxus, Lust und Stolz“. Ihre Antwort in heroischen Couplets bestreitet nicht nur den Wert seiner Behauptung, sondern geht noch weiter und behauptet, dass die Frau tatsächlich das überlegene Geschlecht sei, weil der Mann allein „ein unfruchtbares Geschlecht und unbedeutend“ sei und „so hat der Himmel die Frau geschaffen, um den Mangel zu beheben / und das zu vervollkommnen, was vorher dürftig war“. Egerton argumentierte auch, dass es derselbe Gott sei, der sowohl Männer als auch Frauen geschaffen habe, und verwendete dabei allgemein anerkannte theologische Argumente, um Goulds Argument zu widerlegen. Die zweite Auflage ihres Werks im Jahr 1687 enthielt dieselben Argumente, wurde jedoch stark überarbeitet und in der Länge fast verdoppelt.
Several Occasions Together with a Pastoral (1703) ist eine Sammlung von 56 einzelnen Gedichten, darunter viele ihrer bekanntesten Stücke. Viele dieser Gedichte sind lose biografisch und stellen Geschlechterstereotypen in Frage. Sie befasst sich auch mit der Liebe, insbesondere im Kontext ihres persönlichen Lebens. Die Gedichte behandeln das Recht der Frauen auf Bildung, die Gleichheit oder Überlegenheit der Frauen und die Rolle, die Frauen in der Gesellschaft haben sollten. Gedichte über die Liebe bringen Zweifel und emotionale Verletzlichkeit in der Liebe zum Ausdruck. Zum Beispiel:
- To Philaster[14] besteht aus zweiundzwanzig Zeilen, in denen die Sprecherin zwischen liebevollen Erinnerungen an die Liebe, die sie mit „Philaster“ teilte und Angriffen auf seinen Charakter als Betrüger wechselt. Das Werk beginnt damit, dass sie Philaster einen „meineidigen Jüngling“ nennt und seine Leidenschaft mit einer „Krankheit“ vergleicht. Die Sprecherin erinnert sich dann daran, dass Philaster „unschuldig war, als er mein war“. Wenige Zeilen später kehrt der Tonfall zur Mahnung zurück: „Schwindsüchtiger imposanter Jüngling, betrüge, wen du willst, / Versorge das Defizit der Wahrheit mit amourösem Geschick“ (Verse 19 und 20). Die letzten Zeilen des Gedichts deuten darauf hin, dass die Sprecherin Philasters Täuschung anerkennt, aber sie behauptet auch, dass ihre Erfahrung außergewöhnlich ist. Sie glaubt, dass „die erste Glut deiner Seele ganz von mir besessen war“ (Vers 22). Das Gedicht zeigt Egertons Fähigkeit, die Unsicherheit und emotionale Verwundbarkeit in der Liebe einzufangen.[12]
- The Emulation[15] ist ein neununddreißigzeiliges, in heroischen Couplets geschriebenes Gedicht, das den „tyrannischen Brauch“ anprangert, der Frauen „in jedem Staat zu Sklavinnen“ macht (Vers 4). Die Rednerin prangert das soziale Konstrukt an, wonach Frauen in der Gesellschaft auf untergeordnete Rollen, wie „Krankenschwester, Mätresse, Elternteil“, beschränkt sind (Vers 5). Sie glaubt, dass Männer Frauen absichtlich in solche Rollen stecken, um zu verhindern, dass sie eine Ausbildung erhalten, weil sie „fürchten, dass wir ihre trägen Teile übertreffen, / wenn wir uns an Wissenschaft und Kunst versuchen“ (Verse 19 und 20).[5] Sie behauptet, dass Frauen, wenn sie die Chance bekämen, den Männern in der Bildung nicht nur ebenbürtig wären, sondern sie sogar übertreffen würden. Das Stück argumentiert, dass es keinen legitimen Grund für Frauen gibt, aufgrund ihres Geschlechts untergeordnete Rollen zu übernehmen. Das Gedicht endet auf einer positiven Note, indem es vorschlägt, dass Frauen sich schließlich selbst bilden werden, und dass, wenn sie das tun, „Wit's empire now shall know a female reign“ (Vers 33).[12]
- The Liberty[16] beginnt mit „Soll ich eine von diesen unterwürfigen Narren sein, / Die auf dem Platz leben, nach dürftigen Regeln der Sitten“ (Verse 1–2). Das Gedicht baut auf dem Thema auf, dass die Befolgung von Gewohnheitsregeln unterwürfigen Gehorsam bedeutet. Das Gedicht drückt die Frustration über das Bildungssystem aus, das Gewohnheiten einprägt, die eher die Einhaltung der richtigen Form als intellektuelles Wissen widerspiegeln.[10] Das Gedicht ist besonders empfindlich gegenüber den Gewohnheiten, die die Rolle der Frau in der Gesellschaft bestimmen.[5]

Alle wesentliche Werke sind in der Datenbank des Eighteenth-Century Poetry Archives (ECPA) verfügbar.